# Râul Viștișoara
Râul Viștișoara este un curs de apă, unul din cele două brațe care formează râului Viștea.

## Hărți
- Harta Munții Făgăraș  Arhivat în 8 septembrie 2013, la Wayback Machine.
- Harta Județului Brașov